# Nahal Amud

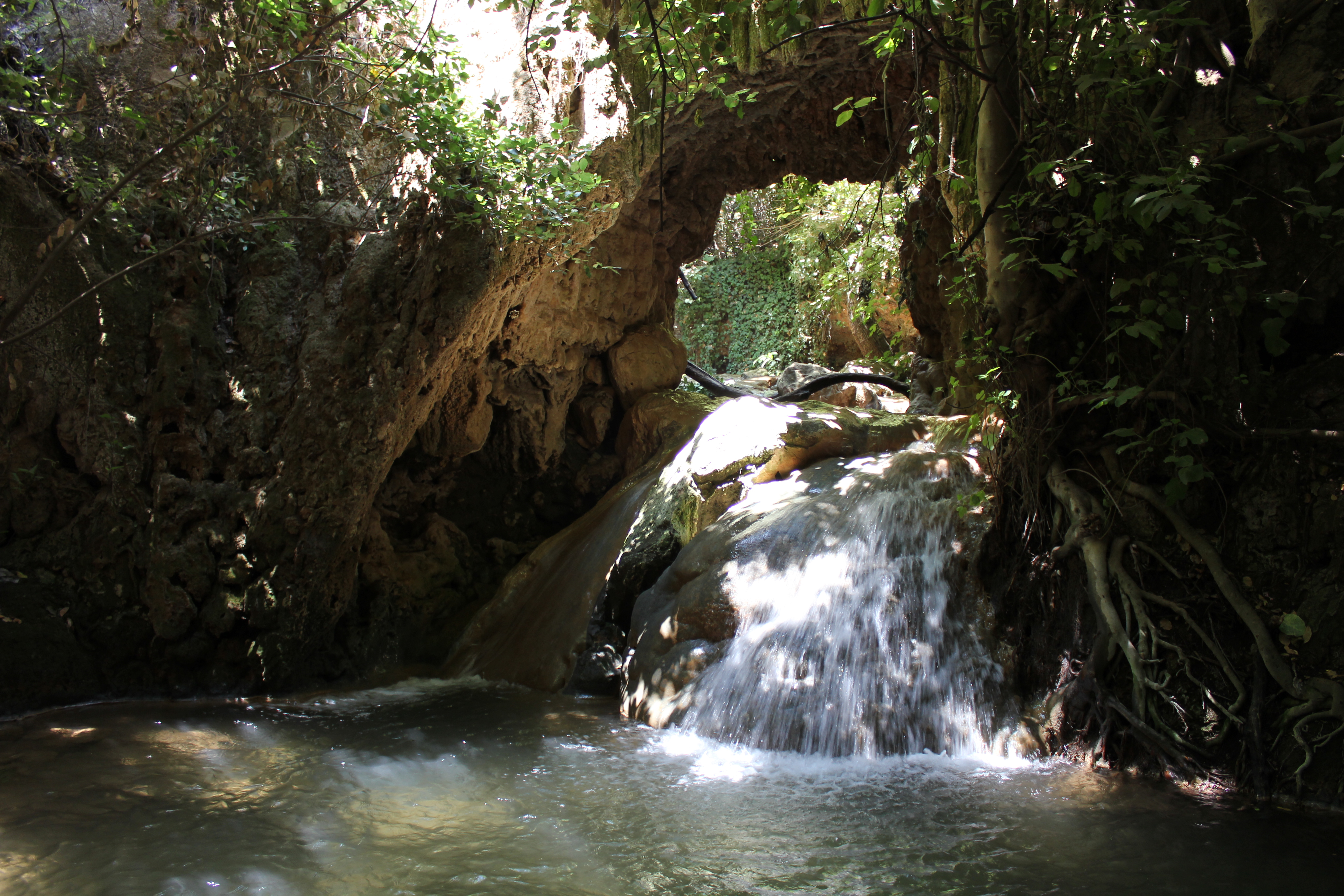
Nahal Amud.

Le Nahal Amud (hébreu : נחל עמוד), également connu sous le nom de Wadi Amud, est un ruisseau de 25 km (15,5 miles) qui coule en Haute-Galilée et se jette dans le lac de Tibériade en Israël.

## Hydrographie
La source du Nahal Amud se trouve à Ramat Dalton et est située à 800 mètres au-dessus du niveau de la mer. Son bassin versant s'étend du sommet du Mont Canaan (he) (955 mètres) et du Mont Méron (1 204 mètres) jusqu'au nord-ouest du lac de Tibériade (200 mètres au-dessous du niveau de la mer) et traverse l'est de la Galilée. Le nom du ruisseau vient du pilier qui s'élève près du canal à proximité du kibboutz d'Hukok.

## Site archéologique
La gorge que forme le canal à cet endroit abrite de nombreuses grottes qui furent utilisées par Homo heidelbergensis et plus tard par les néandertaliens. Elles firent l'objet, en 1925-1926, des premières fouilles en Palestine mandataire. Francis Turville-Petre fit la découverte de l'Homme de Galilée dans celle de Zuttiyeh. Les grottes contenaient également des artefacts de l'Acheuléen et du Moustérien.

## Réserve naturelle
La plus grande partie du Nahal Amud (8923 dounams) est classée réserve naturelle en 1972.

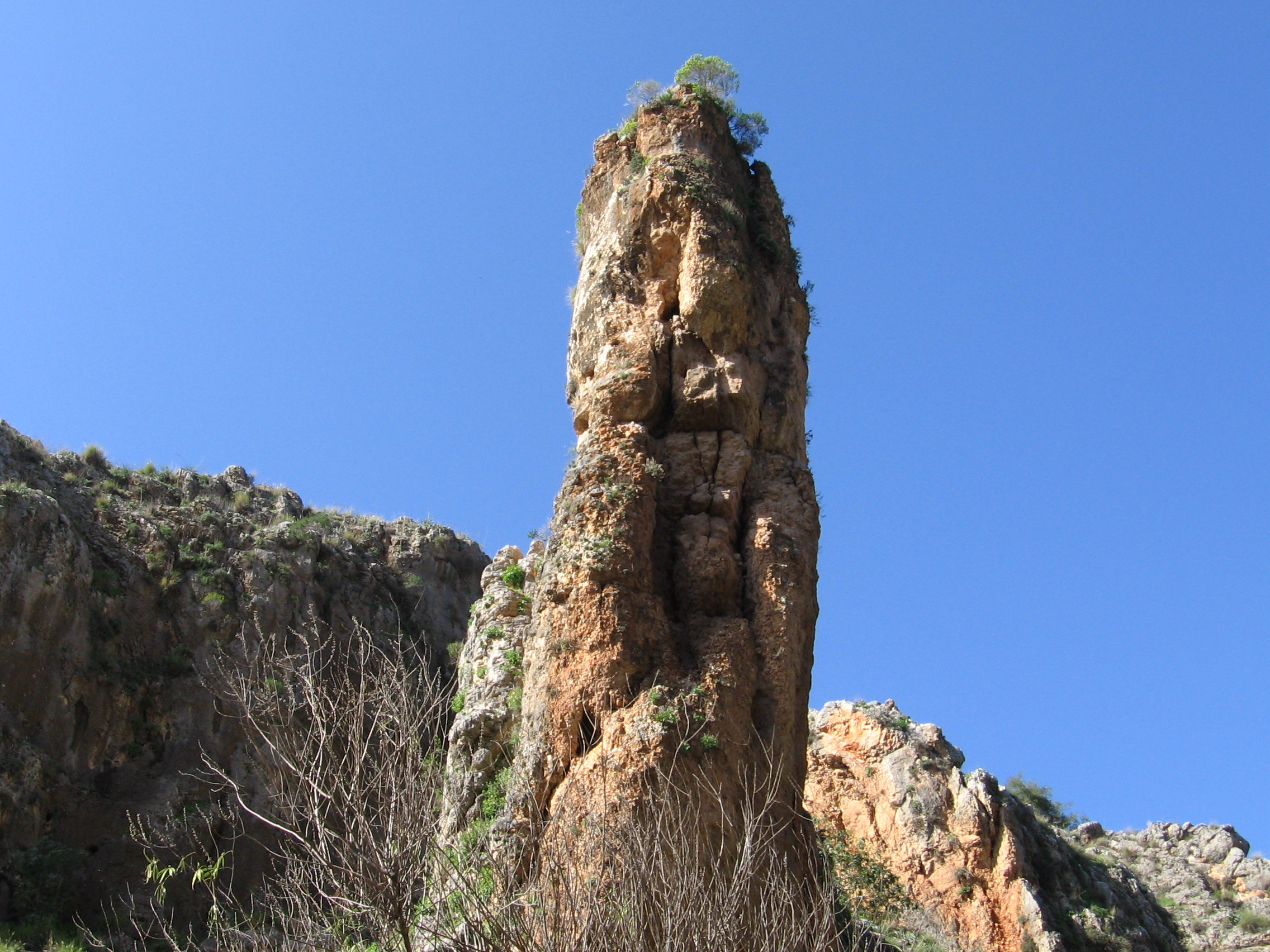
Le pilier à l'origine du nom du ruisseau
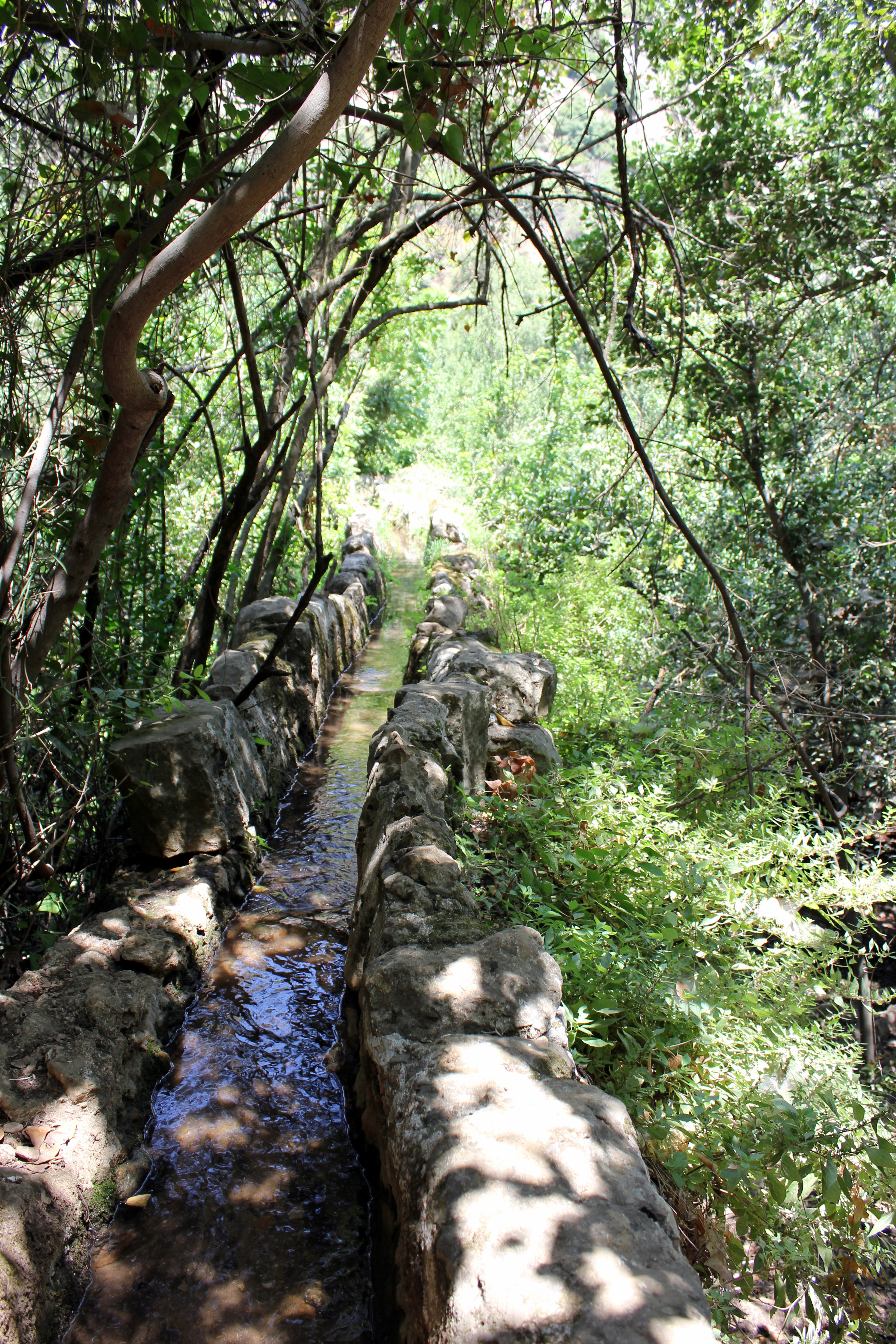
Le canal à proximité du kibboutz d'Hukok
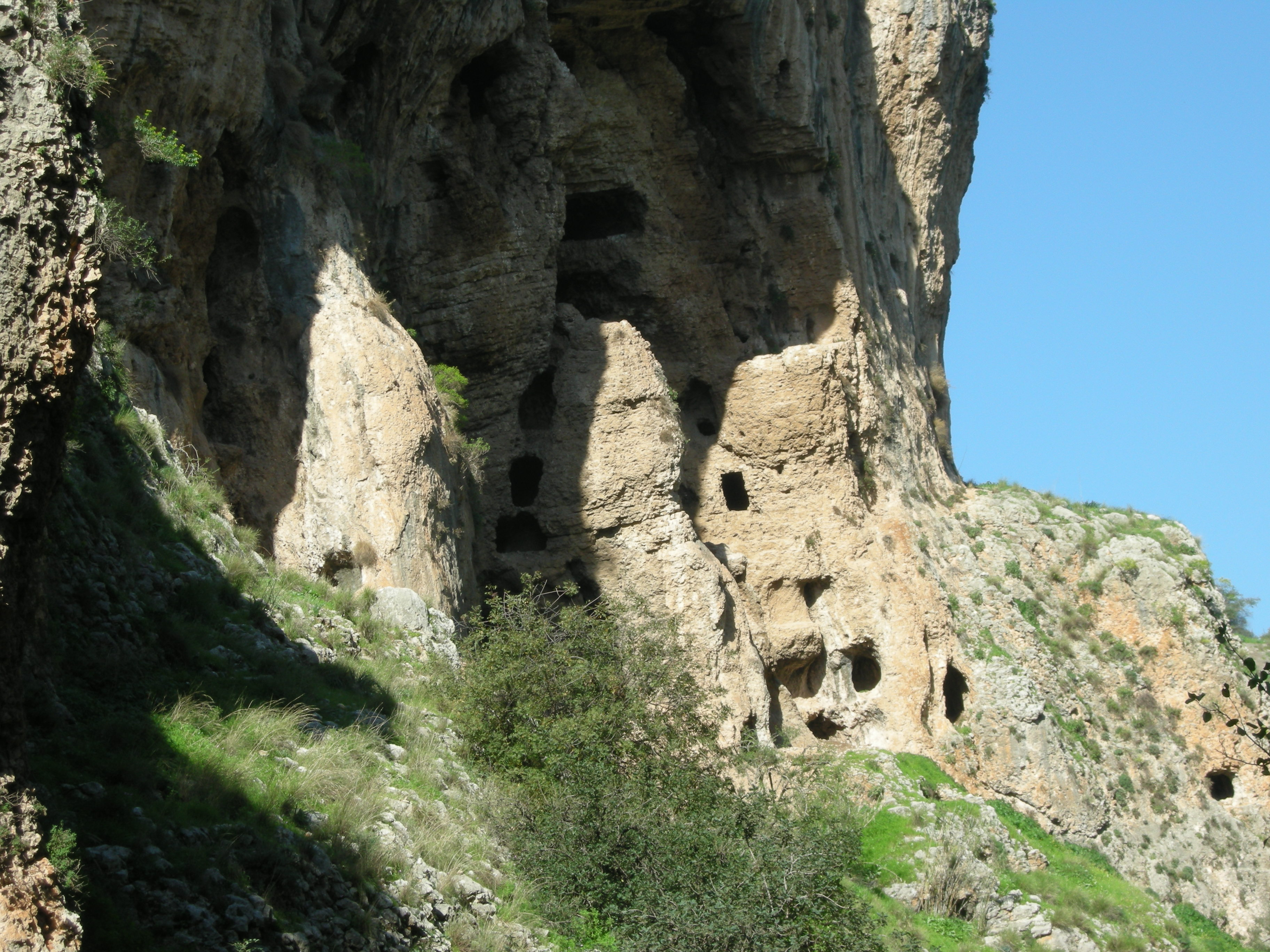
Les grottes au-dessus de l'oued
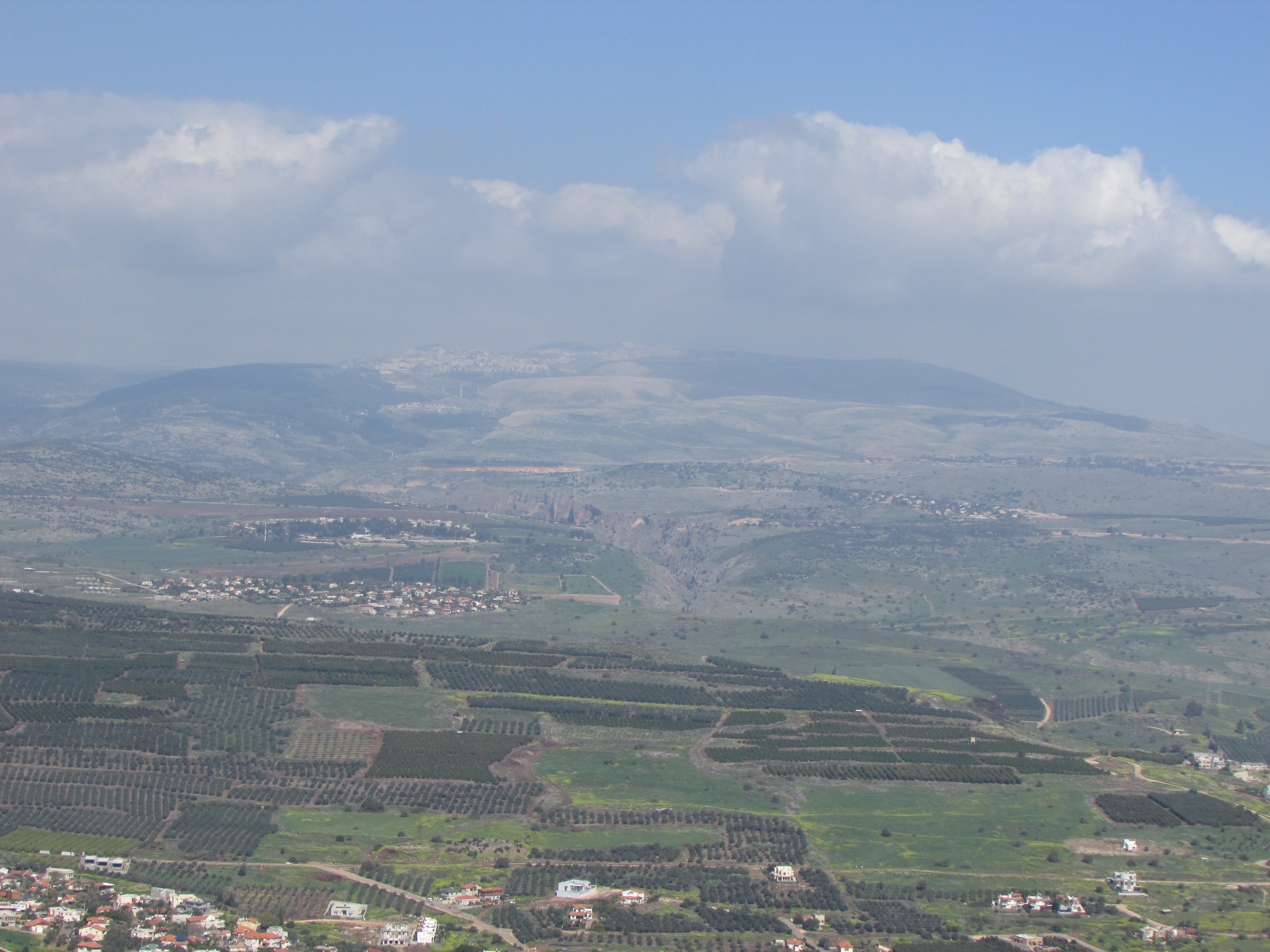
La région autour du Nahal Amud